# Piña de Esgueva
Piña de Esgueva ist ein Ort und eine Gemeinde mit nur noch 310 Einwohnern (Stand: 2024) im Osten der Provinz Valladolid in der Region Kastilien-León in Spanien. 

## Lage
Piña de Esgueva liegt in der Iberischen Meseta am Río Esgueva gut 28 Kilometer (Fahrtstrecke) ostnordöstlich vom Stadtzentrum von Valladolid in einer Höhe von ca. 755 m. Das Klima im Winter ist kalt, im Sommer dagegen warm bis heiß; der spärliche Regen (ca. 509 mm/Jahr) fällt übers Jahr verteilt.

## Bevölkerungsentwicklung
| Jahr      | 1970 | 1981 | 1991 | 2001 | 2011 | 2021 |
| --------- | ---- | ---- | ---- | ---- | ---- | ---- |
| Einwohner | 511  | 429  | 434  | 382  | 356  | 318  |

## Sehenswürdigkeiten
- Kirche Unser Lieben Frau (Iglesia de Nuestra Señora )
- Peterskapelle

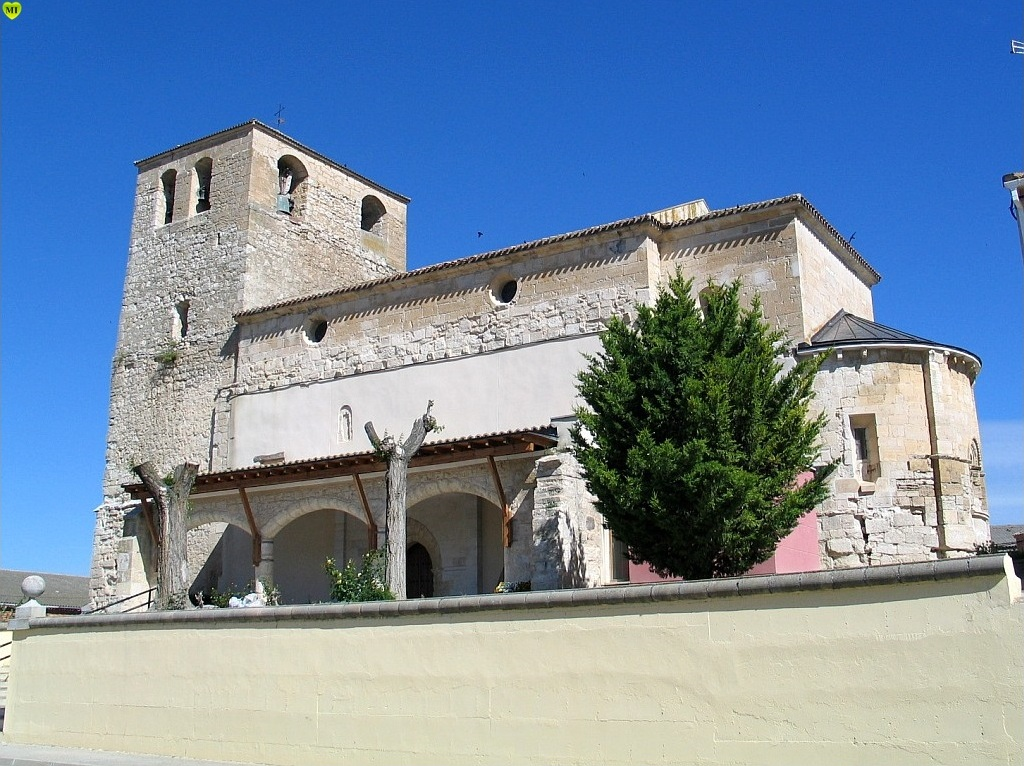
Kirche Unser Lieben Frau
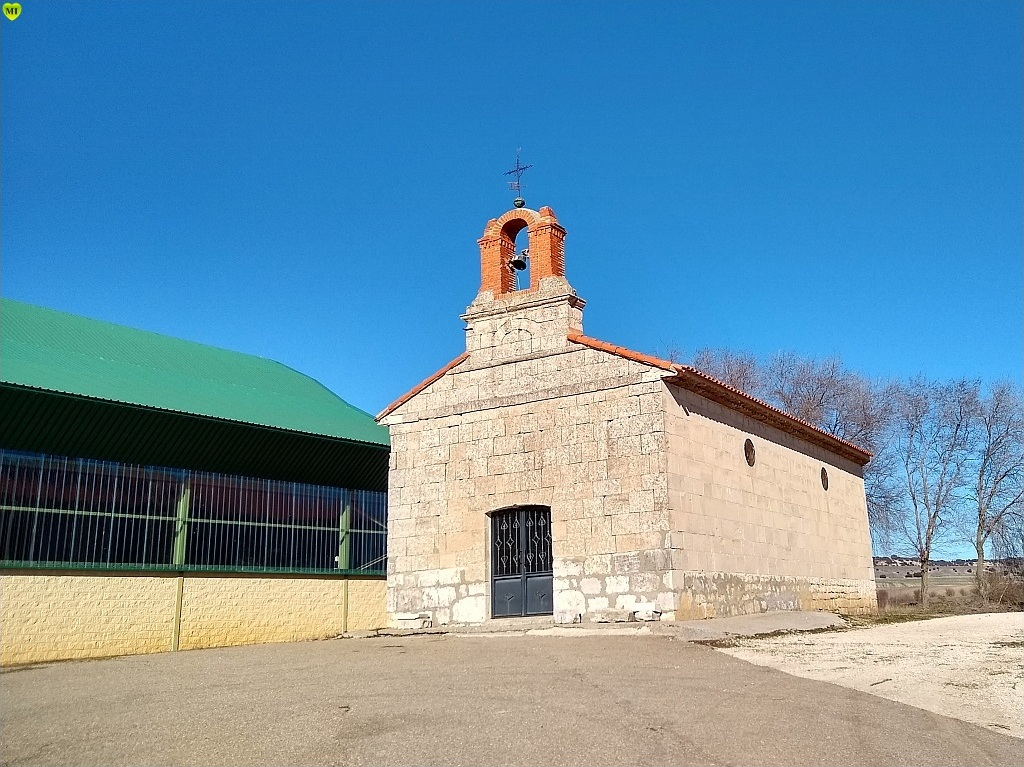
Peterskapelle
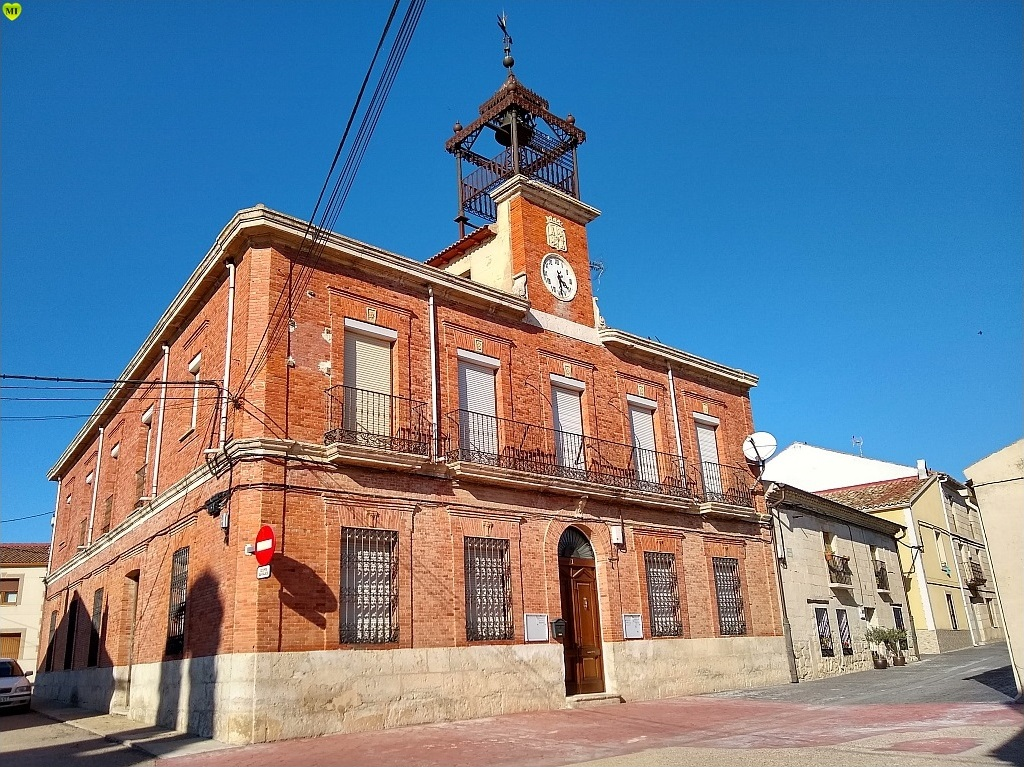
Rathaus